# CWKS Wrocław (żużel)
CWKS Wrocław – polski klub żużlowy z Wrocławia.
W rozgrywkach ligowych brał udział w latach 1952–1954, jako centralna sekcja żużlowa Zrzeszenia „CWKS”, której siedziba została przeniesiona z Warszawy. „Wojskowi” zostali drugą we Wrocławiu, obok Spójni, drużyną w lidze. Od sezonu 1955 drużyna CWKS-u powróciła do stolicy.

## Historia
W ramach reorganizacji polskiego sportu, która miała miejsce na przełomie lat 40. i 50., w miejsce Legii Warszawa, która posiadała m.in. sekcję motorową, utworzono Centralny Wojskowy Klub Sportowy (CWKS). Był to reprezentacyjny klub Wojska Polskiego. 2 maja 1950 r. na mocy decyzji Ministerstwa Obrony Narodowej powstały też CWKS-y w innych miastach, m.in. we Wrocławiu w miejsce Legii Wrocław, ale po paru miesiącach zostały one przemianowane na Okręgowe Wojskowe Kluby Sportowe (OWKS), a następnie stały się filiami CWKS-u Warszawa, do których oddelegowywano niektóre sekcje.
W 1948 r. żużlowcy Legii Warszawa wystartowali w nowo powstałej lidze żużlowej. Do kolejnego sezonu drużyna jednak nie przystąpiła, a zawodnicy zasilili inne stołeczne drużyny żużlowe. Powrót do rozgrywek nastąpił w sezonie 1950, kiedy w II lidze startował już CWKS. Przed sezonem 1951 GKKF i Komisja Sportowa PZMot ustaliły, że powstanie liga „zrzeszeniowa”, w której startować miały centralne sekcje żużlowe. Do rozgrywek przydzielony został m.in. zespół CWKS-u Warszawa.
W marcu 1952 r. siedziba centralnej sekcji żużlowej CWKS-u została przeniesiona z Warszawy do Wrocławia. „Wojskowi” zostali drugą w mieście, obok Spójni, drużyną w lidze. Warsztaty naprawcze żużlowców CWKS-u znajdowały się w Ośrodku Sportowym OWKS-u. W pierwszym „wrocławskim” sezonie żużlowcy CWKS-u zdobyli srebrny medal. We Wrocławiu „wojskowi” żużlowcy spędzili jeszcze dwa sezony, natomiast od sezonu 1955 drużyna CWKS-u powróciła do Warszawy.

## Sezony
| Sezon | Rozgrywki ligowe | Rozgrywki ligowe | Rozgrywki ligowe |
| Sezon | Liga             | Liga             | Miejsce          |
| ----- | ---------------- | ---------------- | ---------------- |
| 1952  | I                | Liga             | 2/10             |
| 1953  | I                | Liga             | 4/10             |
| 1954  | I                | Liga             | 6/10             |

| Poziom ligowy | Liczba sezonów | Sezony    |
| ------------- | -------------- | --------- |
| I             | 3              | 1952–1954 |

## Osiągnięcia

### Krajowe
Poniższe zestawienia obejmują osiągnięcia klubu oraz indywidualne osiągnięcia zawodników w rozgrywkach pod egidą PZM.

#### Mistrzostwa Polski
Drużynowe mistrzostwa Polski
- 2. miejsce (1): 1952

Indywidualne mistrzostwa Polski
- 3. miejsce (1):
  - 1952 – Janusz Suchecki